# Ludovic Săritorul
Ludovic de Schauenburg, numit Ludovic Săritorul, (în germană Ludwig der Springer; n. 1042 – d. 1123, Reinhardsbrunn) a fost conte de Turingia. Deși se cunosc puține detalii despre viața sa el este considerat a fi cel ce a construit Castelul Wartburg, care a devenit ulterior nucleul landgrafiatului Turingia. Descendenții săi, începând cu fiul său, Ludovic I, au fost landgrafi de Turingia din 1130 până în 1247.

## Biografie

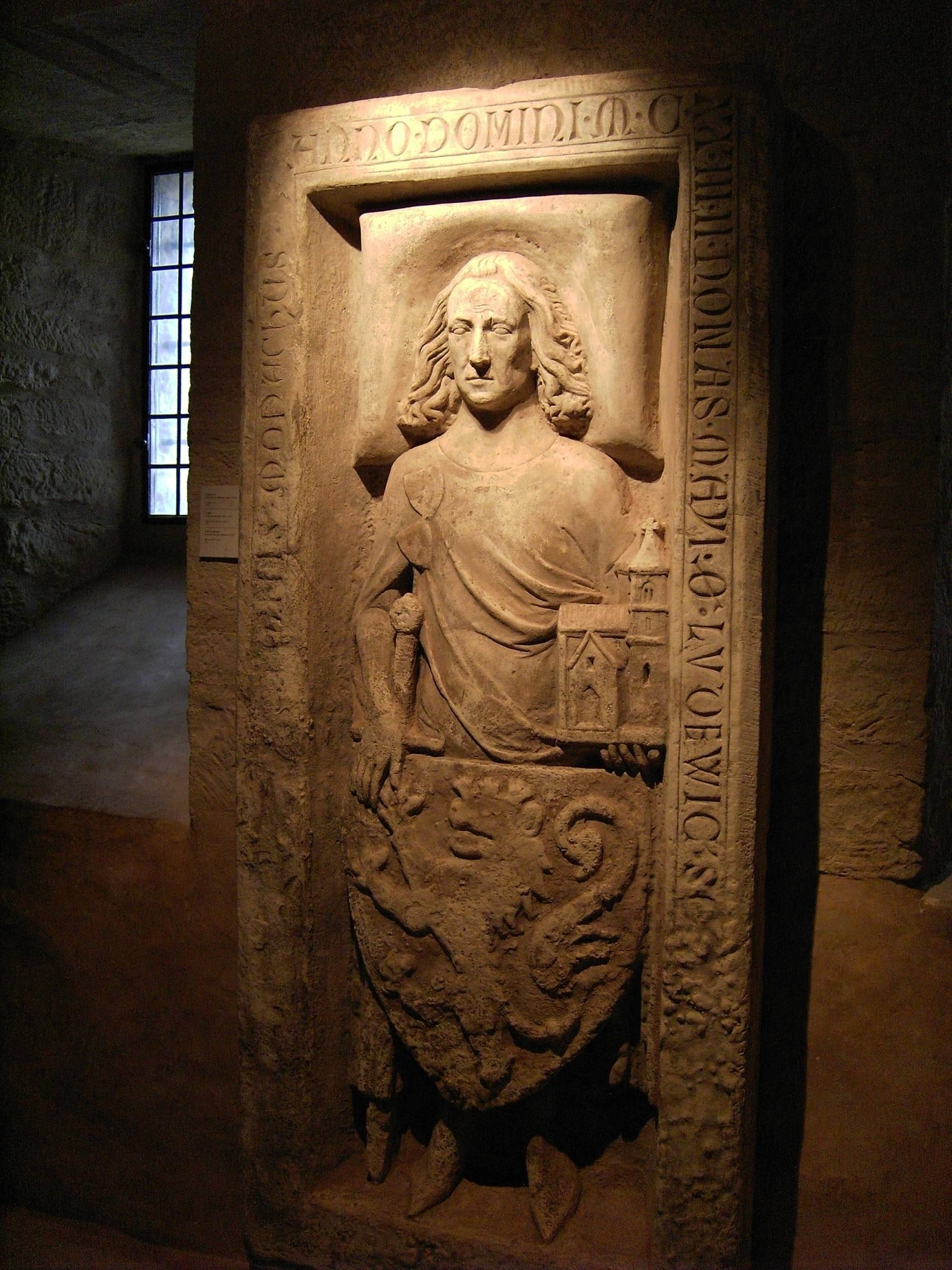
Copie a epitafului lui Ludovic Săritorul (Castelul Wartburg)

Ludovic a fost membru al familiei Ludovingilor din Ducatul de Franconia. Se știe că a fost botezat în biserica parohială din Altenbergen. În jurul anului 1080, împreună cu fratele său mai mic Beringer (n.c. 1056), Ludovic a întemeiat mănăstirea benedictină Schönrain. Într-un document din 1100 ambii frați sunt menționați cu numele Schauenburg după cetatea cu același nume construită de tatăl lor, Ludovic cel Bărbos, lângă Friedrichroda (astăzi doar o ruină).
Potrivit legendei, Ludovic a primit porecla Săritorul după un salt îndrăzneț în râul Saale. Legenda spune că el a încercat să dobândească comitatul Palatin Saxonia (aflat la vest de Saale și la nord de Unstrut, cu reședința în Castelul Goseck de lângă Weißenfels) și, prin urmare, l-a înjunghiat pe contele palatin Frederic al III-lea de Goseck. Ludovic a fost închis la Castelul Giebichenstein de lângă Halle. În al treilea an de detenție, fiind amenințat cu execuția, a folosit prilejul închiderii sale în turnul castelului pentru a sări în râul Saale care curgea pe lângă turn. Un servitor îl aștepta deja acolo cu o barcă. Ca ispășire pentru uciderea lui Frederic al III-lea, Ludovic a construit Biserica Sf. Ulrich în Sangerhausen și mai târziu a întemeiat Mănăstirea Reinhardsbrunn în localitatea cu același nume care astăzi este parte a orașului Friedrichsroda. Mănăstirea Reinhardsbrunn a devenit mănăstirea familiei Ludovingilor.
De fapt, legenda care înconjoară originea supranumelui Săritorul este o interpretare greșită a numelui latin Salicus care însemna că Ludovic aparținea dinastiei Saliene numele fiindu-i tradus incorect în germană ca Springer. Este posibil ca Ludovic să nu fi fost închis niciodată în Castelul Giebichenstein.
Există, de asemenea, o legendă despre întemeierea Cetății Wartburg. Se spune că în 1067 Ludovic a descoperit acel loc și ulterior, fiind la vânătoare, ar fi exclamat: „Wart', Berg, du sollst mir eine Burg tragen!” adică: „Așteaptă, munte, tu ar trebui să porți cetatea mea!” Întrucât muntele pe care ulterior a fost construită cetatea Wartburg, nu îi aparținea, el a adus acolo pământ din teritoriul său. Pentru a-și afirma în fața împăratului dreptul de proprietate asupra acestui munte, Ludovic împreună cu doisprezece dintre cei mai loiali cavaleri ai săi, au depus un jurământ de onoare că acest teren îi aparținea de drept.
În timpul Controversei pentru învestitură, Ludovic Săritorul a fost unul dintre oponenții remarcabili ai împăraților romano-germani Henric al IV-lea și Henric al V-lea. Teza istoricului Wolfgang Hartmann conform căreia printre statuile din Catedrala din Naumburg s-ar afla și cea a lui Ludovic, respectiv a soției sale, Adelaida de Stade, se bazează pe faptele remarcabile ale lui Ludovic.

## Căsătorie și descendenți
Ludovic și soția sa, Adelaida de Stade, au avut probabil următorii copii:
- Hermann (d. 1114 ca prizonier al împăratului);
- Ludovic (n.c. 1090 – d. 1140), landgraf al Turingiei;
- Henric Raspe (n.c. 1095 – d. 1130);
- Udo, episcop de Naumburg (d. 1148)
- Cunigunda;
- Cecilia (d. 1141), căsătorită cu contele Gerlach I de Veldenz;
- Adelaida (n.c. 1090 – d. 1146);[3]
- Conrad (d.c. 1100).